# Waratah-Wynyard Council

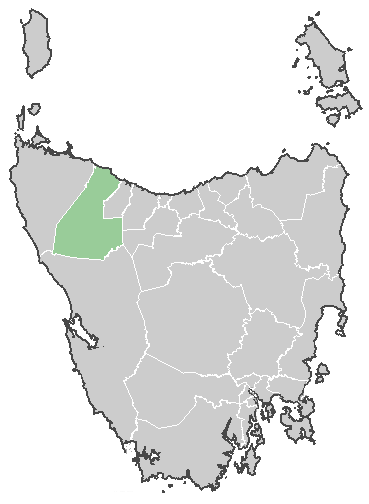
Waratah-Wynyard Council na mapie Tasmanii

Waratah-Wynyard Council – obszar samorządu lokalnego (ang. local government area), położony w północno-zachodniej części Tasmanii (Australia) nad Cieśniną Bassa. Siedziba rady samorządu zlokalizowana jest w mieście Wynyard, pozostałe ważniejsze miasta to: Waratah oraz miasto satelickie Somerset. 
Samorząd Waratah-Wynyard powstał w roku 1993 z połączenia gmin Wynyard i Waratah. 
Według danych z 2009 roku, obszar ten zamieszkuje 14117 osób. Powierzchnia samorządu wynosi 1187 km².
W celu identyfikacji samorządu Australian Bureau of Statistics wprowadziło czterocyfrowy kod dla gminy Waratah-Wynyard – 5410.